# Martin Jiránek (politik)
Martin Jiránek (* 10. dubna 1978 Dvůr Králové nad Labem) je politik, analytik a marketingový specialista, v letech 2022 až 2024 místopředseda Pirátů, v letech 2017 až 2021 poslanec Poslanecké sněmovny PČR, v letech 2016 až 2020 zastupitel Královéhradeckého kraje, v letech 2014 až 2019 zastupitel města Trutnov.

## Život
Vystudoval Gymnázium Trutnov a následně obor informační management na Fakultě informatiky a managementu Univerzity Hradec Králové (získal titul Ing.).
Živí se jako marketingový poradce regionálních firem. Celou svou profesní kariéru pomáhá primárně malým firmám a živnostníkům s marketingem a nastavením firemních procesů, aby dokázali zaujmout a udržet zákazníky a peníze tak zůstávaly v regionu. V Trutnově se mu podařilo představit, prosadit a rozjet podnikatelské centrum (Centrum inovací a podnikání Trutnov). Pořádá přednášky o podnikání na školách, organizuje oborové pracovní skupiny a celkově se věnuje osvětě o tom, jak vlastně malé podnikání v reálném světě funguje.
Martin Jiránek žije ve městě Trutnov, konkrétně v místní části Kryblice. Mezi jeho záliby patří knihy (především sci-fi), běh, nohejbal, hudba a přátelé.

## Politické působení
Od roku 2010 je členem Pirátů. V komunálních volbách v roce 2010 kandidoval za tuto stranu do Zastupitelstva města Trutnov, a to z pozice lídra místní kandidátky, ale neuspěl. Zastupitelem města se tak stal až po volbách v roce 2014, kdy kandidoval jako člen Pirátů na kandidátce subjektu s názvem "Žít v Trutnově-SZ, LES a Piráti". Působí jako člen Komise pro cestovní ruch. V komunálních volbách v roce 2018 obhájil jako člen Pirátů post zastupitele města Trutnov, když vedl kandidátku subjektu "Piráti a nezávislí". V květnu 2019 se ovšem rozhodl na mandát zastupitele rezignovat, aby se mohl plně soustředit na práci v Poslanecké sněmovně. V zastupitelstvu ho nahradila Kateřina Hůlková.
V krajských volbách v roce 2012 kandidoval za Piráty do Zastupitelstva Královéhradeckého kraje, ale neuspěl. Krajským zastupitelem se tak stal až po volbách v roce 2016, kdy kandidoval jako člen Pirátů na kandidátce s názvem "Piráti a Strana zelených + Změna pro Královéhradecký kraj". Ve volbách v roce 2020 již nekandidoval.

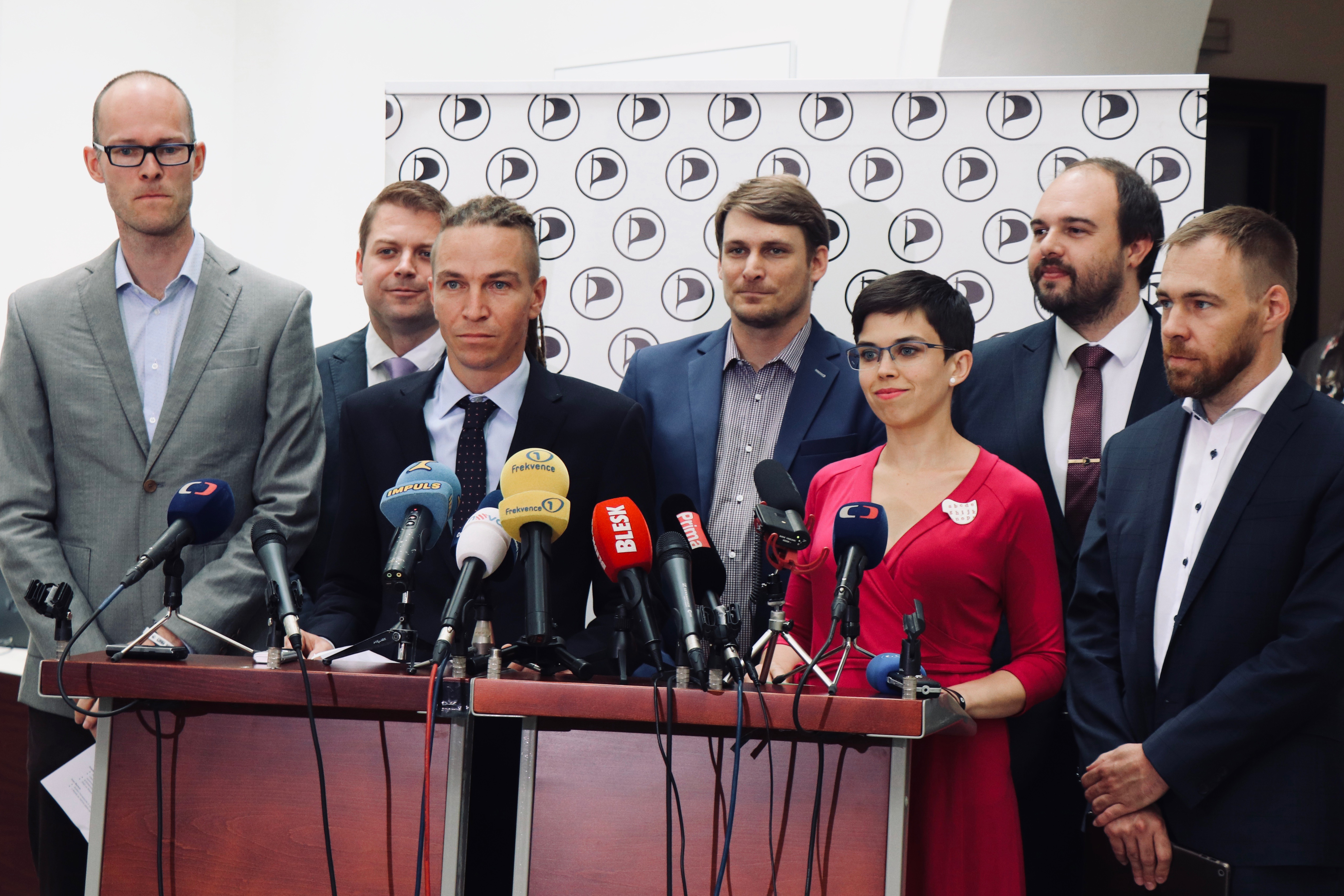
Jiránek na tiskové konferenci v červenci 2019 (vlevo)

Ve volbách do Poslanecké sněmovny PČR v roce 2017 byl lídrem Pirátů v Královéhradeckém kraji. Získal 1 907 preferenčních hlasů a byl zvolen poslancem.
Ve volbách do Poslanecké sněmovny PČR v roce 2021 byl z pozice člena Pirátů lídrem kandidátky koalice Piráti a Starostové v Královéhradeckém kraji, ale nebyl zvolen. Mandát poslance se mu tak nepodařilo obhájit. V lednu 2022 byl zvolen 4. místopředsedou Pirátů, ve funkci nahradil Martina Kučeru. V lednu 2024 jej ve funkci čtvrtého místopředsedy nahradila Dominika Michailidu.
V létě 2024 rezignoval z osobních důvodů na členství v České pirátské straně. Stal se totiž předsedou start-upové asociace a chtěl být politicky neutrální.